# Xystonotus robustus
Xystonotus robustus är en kvalsterart som beskrevs av Hebeeb 1954. Xystonotus robustus ingår i släktet Xystonotus och familjen Mideopsidae. Inga underarter finns listade i Catalogue of Life.